# 통일초등학교
통일초등학교는 대한민국 경기도 파주시에 있는 공립 초등학교이다.

## 학교 연혁
- 2000년 7월 19일 통일초등학교 설립 인가
- 2000년 9월 1일 5학급으로 개교
- 2001년 병설유치원 개원
- 2016년 석면공사
- 2017년 화장실 공사
- 2018년 18학급으로 운영중(특수학급 2학급)

## 참고 자료
- 통일초등학교 - 한국교육학술정보원 학교알리미